# All You Can Eat (k.d. lang)
All You Can Eat è un album di k.d. lang.
Pubblicato nel 1995, il suo quinto lavoro discografico si rivelò un grande successo, ma rimane di qualità inferiore rispetto ai capolavori precedenti. Si avvale di piccole perle quali If I were you, This e You're Ok. Quest'ultima, lanciata anche singolarmente, è scritta con la collaborazione di Ben Mink e nel videoclip una lang in tenuta sportiva canta nei suoi studi di registrazione, mentre vengono alternate le immagini di un suo improbabile e comico combattimento sul ring.
La melodica e provocante Sexuality fa parte della colonna sonora del telefilm statunitense Friends. È il terzo singolo estratto. Nel videoclip fortemente ironico, la lang alterna immagini poetiche e sensuali riprese all'interno di un'elegante casa inglese e di una piscina in cui si immerge vestita a simpatiche apparizioni durante il ritornello dove la possiamo vedere intenta nel ballare e ridere con buffe pose accerchiata da cani sullo sfondo di un paesaggio montano.

## Tracce
1. If I Were You – 3:59
2. Maybe – 4:11
3. You're Ok – 3:03
4. Sexuality – 3:24
5. Get Some – 3:37
6. Acquiesce – 3:33
7. This – 4:02
8. World of Love – 3:44
9. Infinite and Unforeseen – 2:57
10. I Want It All – 3:39

## Voci e strumentisti
- k.d. lang - voce, chitarra, arpa, armonica, piatti, pianoforte
- Teddy Borowiecki - organo
- Graham Boyle - percussioni
- John Friesen - violoncello
- Ben Mink - basso, violino, viola, pianoforte, ukulele
- David Piltch - basso
- Randall Stoll - batteria